# Liste des gratte-ciel de Cincinnati
Depuis la construction de la PNC Tower en 1913, 14 immeubles d'au moins 100 mètres de hauteur ont été construits à Cincinnati dans l'État de l'Ohio aux États-Unis.

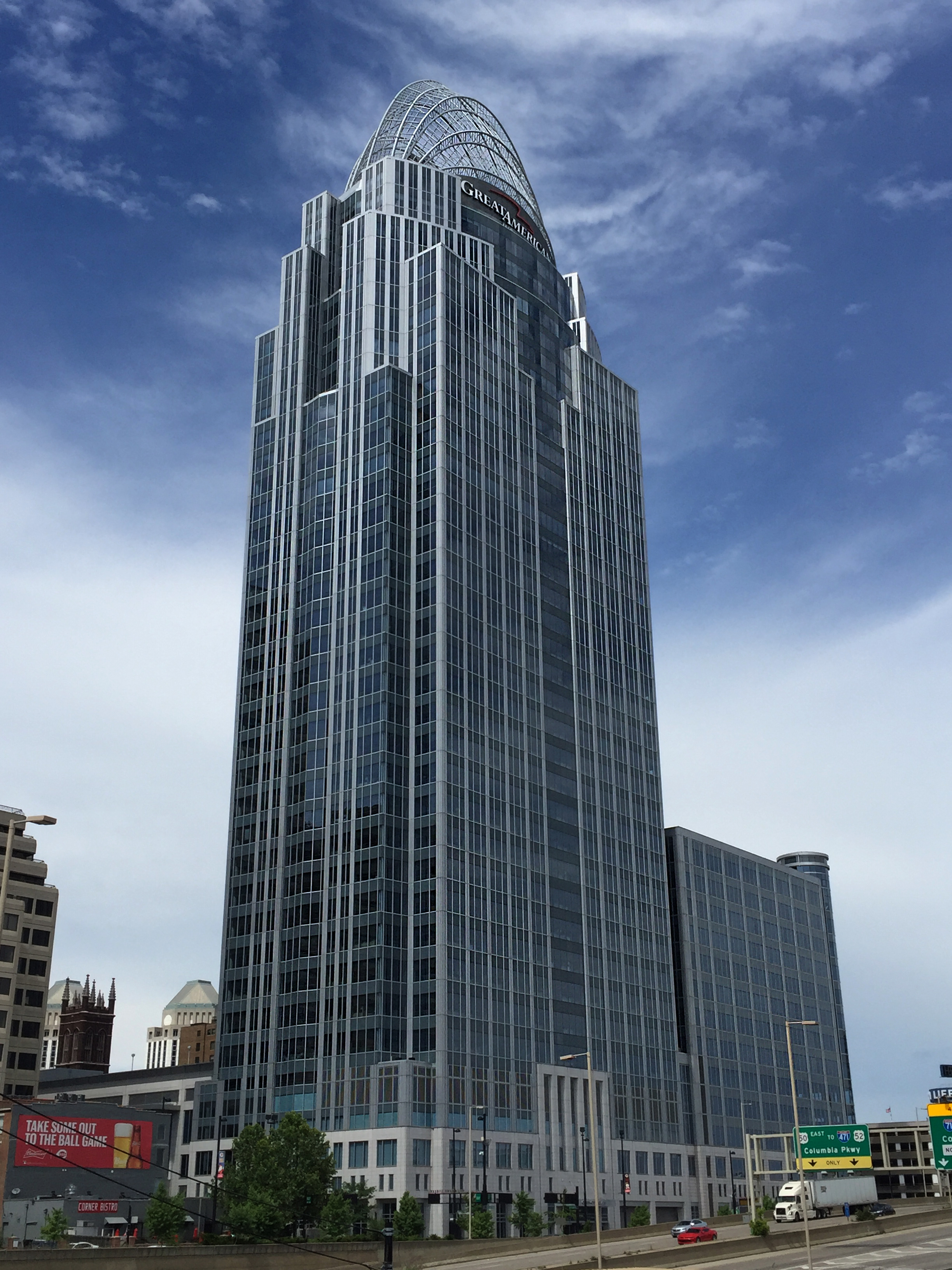
Great American Tower plus haut gratte-ciel de la ville

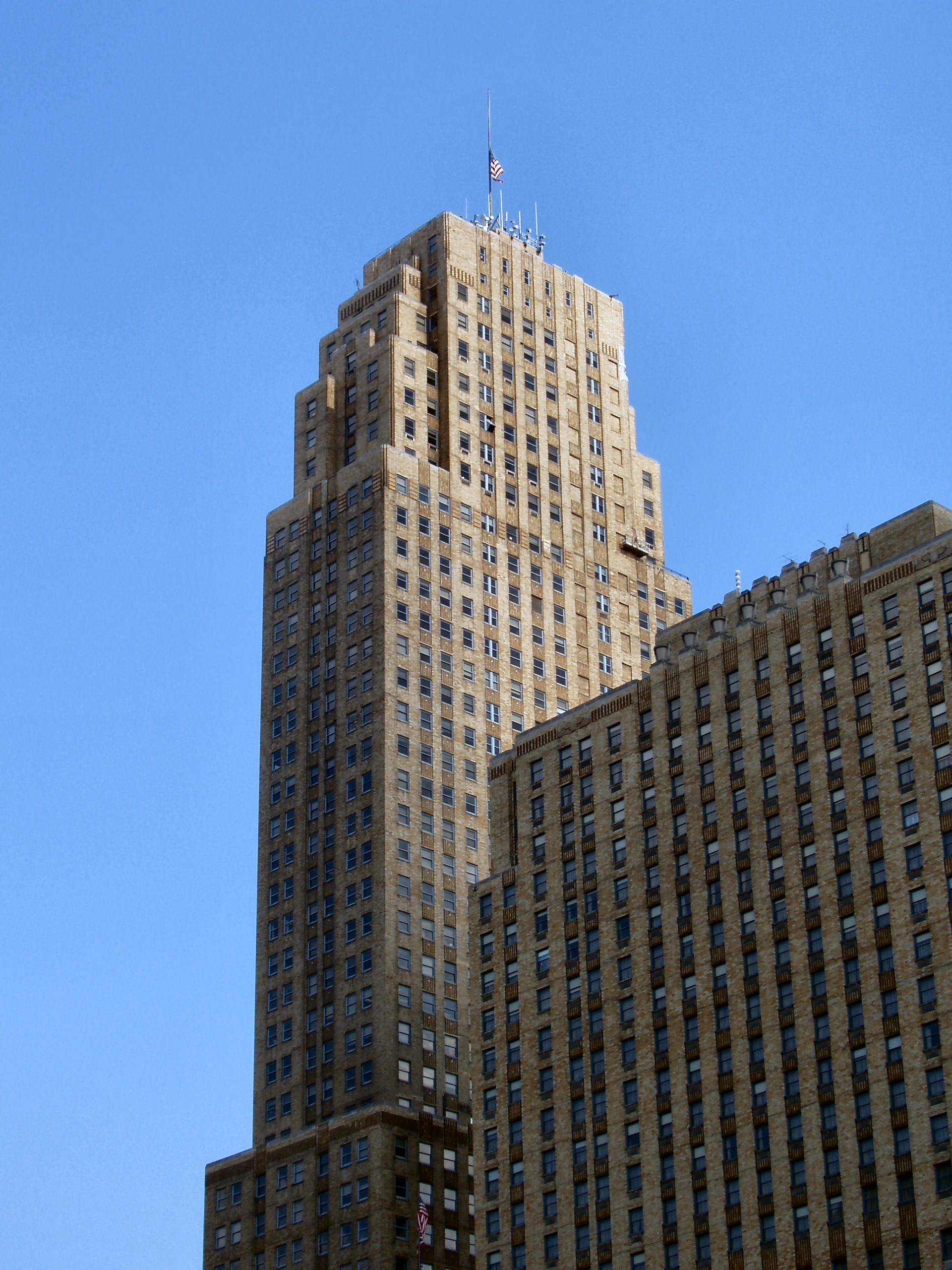
Carew Tower

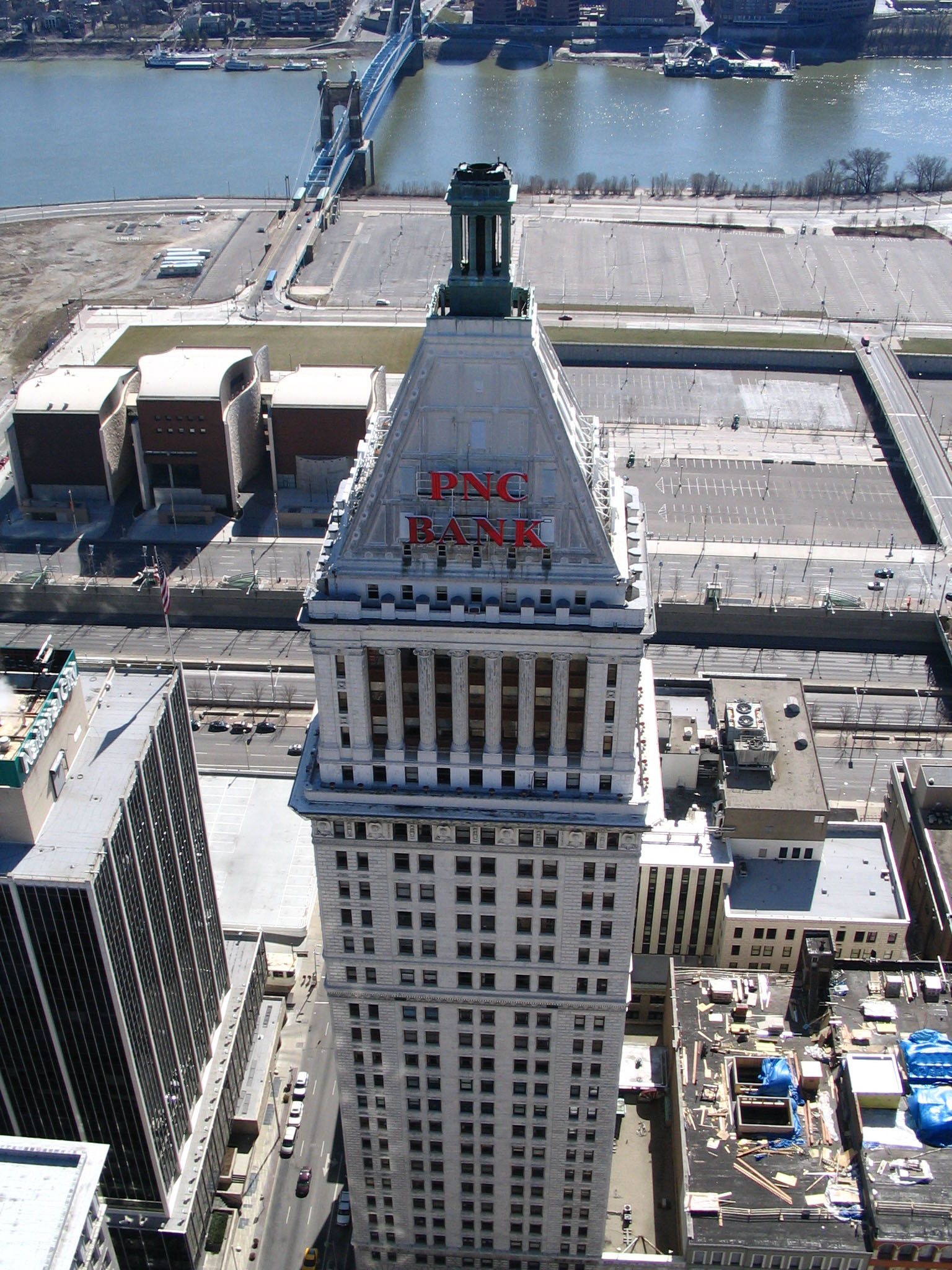
PNC Tower

Début 2014 la liste des immeubles de 100 mètres de hauteur et plus est la suivante 
| Rang | Nom                                | Hauteur | Étages | Année |
| ---- | ---------------------------------- | ------- | ------ | ----- |
| 1    | Great American Tower               | 203 m   | 41     | 2011  |
| 2    | Carew Tower                        | 175 m   | 49     | 1931  |
| 3    | PNC Tower                          | 151 m   | 31     | 1913  |
| 4    | Scripps Center                     | 143 m   | 36     | 1990  |
| 5    | Fifth Third Center (Cincinnati)    | 129 m   | 32     | 1969  |
| 6    | Center at 600 Vine                 | 127 m   | 30     | 1984  |
| 7    | Chemed Center                      | 125 m   | 32     | 1991  |
| 8    | Hilton Cincinnati Netherland Plaza | 113 m   | 31     | 1931  |
| 9    | Chiquita Center                    | 112 m   | 29     | 1984  |
| 10   | 36 East Seventh                    | 111 m   | 26     | 1989  |
| 11   | PNC Center                         | 108 m   | 27     | 1979  |
| 12   | Atrium Two                         | 107 m   | 28     | 1984  |
| 13   | US Bank Tower/Westin Hotel         | 107 m   | 26     | 1981  |
| 14   | Millennium Hotel Cincinnati        | 107 m   | 32     | 1977  |